# Pulmonaria
Las Pulmonaria son un  género de fanerógamas de la  familia de las Boraginaceae, nativa de Europa y el occidente de  Asia, con una especie (P. mollissima) del este a Asia central.  Hay entre 10 y 18 spp. de Pulmonaria salvajes, pero la taxonomía del Gro. es muy confusa.

## Descripción
Son hierbas perennes que forman conjuntos o rosetas.  Están cubiertos de pelos de varias longitudes y consistencia y, a veces, hasta parecen  glándula.
Tiene rizomas con raíces adventicias. Los vasos de la rama floral son sin ramificar, fuertes, cubiertos de pelos no mayores a 2 a 3 dm, con pocas excepciones (P. mollis, P. vallarsae).  Los tallos son usualmente ascendentes o ligeramente serpenteantes. 
Las hojas basales se arreglan en rosetas; son grandes, lanceoladas a ovales angostas, con la base oscilando entre la forma acorazonada a muy gradualmente angostándose.
La inflorescencia es una terminal cima, con brácteas. 

## Taxonomía
El género fue descrito por Carlos Linneo y publicado en Species Plantarum 1: 135. 1753. La especie tipo es: Pulmonaria officinalis L. 	
Etimología
Pulmonaria; nombre genérico que deriva del latín pulmo.  En los tiempos de la magia simpática, las hojas ovales manchadas de  P. officinalis representaban a enfermedades simbólicas, pulmones ulcerados y, por ende, se la utiliza en tratar infecciones pulmonares. En muchos idiomas su nombre común está asociado al pulmón, como en inglés "lungwort", en alemán  "lungenkraut", o en gallego "herba dos bofes" (pulmones de los animales). En otras lenguas de la Europa del Este, el nombre común deriva de una palabra para miel, e.g. en ruso "medunitza" y en polaco "miodunka".

## Especies seleccionadas
Pulmonaria affinis

Pulmonaria angustifolia

Pulmonaria filarszkyana

Pulmonaria kerneri

Pulmonaria longifolia

Pulmonaria mollis

Pulmonaria mollissima

Pulmonaria montana

Pulmonaria obscura

Pulmonaria officinalis

Pulmonaria rubra

Pulmonaria saccharata

Pulmonaria stiriaca

Pulmonaria vallarsae

Pulmonaria visianii